# Ernests Gulbis
Ernests Gulbis (ur. 30 sierpnia 1988 w Rydze) – łotewski tenisista, reprezentant w Pucharze Davisa, olimpijczyk z Pekinu (2008).
Gulbis jest obecnie najwyżej notowanym łotewskim tenisistą w rankingu ATP. Najwyżej sklasyfikowany w rankingu singlistów był na 10. miejscu w czerwcu 2014 roku, natomiast w zestawieniu deblistów pod koniec listopada 2009 roku na 130. pozycji.
Ma w swoim dorobku 6 tytułów singlowych oraz 2 deblowe turniejów rangi ATP World Tour.

## Życie prywatne
Gulbis pochodzi z rodziny o tradycjach sportowych. Jego dziadek, Alvils, grał w koszykówkę w ASK Rīga. Gulbis jest drugim z pięciorga dzieci Ainārsa i Milēny. Ojciec jest obecnie biznesmenem, a w przeszłości uprawiał koszykówkę; matka jest aktorką. Biegle włada językiem łotewskim, rosyjskim i angielskim.
W przeszłości współpracował z Niki Pilicia i trenował w Pilic’s Tennis Academy w Monachium (w wieku 12-18). Od września 2009 roku do sierpnia 2011 roku Gulbis trenowany był przez Argentyńczyka Hernana Gumy’ego. Jego stanowisko zajął Argentyńczyk Guillermo Cañas, który później został zastąpiony przez Gunthera Bresnika.

## Kariera tenisowa
Zawodową grę rozpoczął w 2004 roku. Rok później wygrał swój pierwszy zawodowy turniej rangi ITF Men’s Circuit w niemieckim Friedberg. Na początku sezonu 2006 zwyciężył w Bergheim oraz w Leuggern. W kolejnych miesiącach odniósł zwycięstwo deblowe kategorii ATP Challenger Tour w Oberstaufen partnerując Niemcowi Mischi Zverevowi. Również ze Zverevem wygrał w październiku zawody ATP Challenger Tour w Akwizgranie, z kolei w singlu miesiąc później zwyciężył w Eckental, pokonując w finale Philippa Petzschnera. Tegoż samego roku osiągnął półfinał turnieju rangi ATP World Tour w Petersburgu. Mecz o finał w imprezie przegrał z Chorwatem Mario Ančiciem.

### Sezon 2007
W lutym roku 2007 wygrał turniej ATP Challenger Tour w Besançon; dochodził również do półfinału w Heilbronn i ćwierćfinału w Bergamo dzięki czemu awansował 26 lutego po raz pierwszy do czołowej „setki” rankingu ATP Entry (97. miejsce). W połowie marca odniósł kolejny triumf rangi ATP Challenger Tour, tym razem z Sarajewie zarówno w grze pojedynczej, jak i podwójnej.
Pod koniec maja zadebiutował w turnieju głównym rozgrywek wielkoszlemowych, w Rolandzie Garrosie. W I rundzie pokonał Brytyjczyka Tima Henmana, ale w dalszej fazie odpadł z Albertem Montañésem. Wystąpił również w Wimbledonie, jednak przegrał w meczu I rundy z Markosem Pagdatisem. Podczas rozgrywek na kortach US Open osiągnął 1/8 finału, eliminując odpowiednio Włocha Potito Starace, Niemca Michaela Berrera oraz będącego na 8. miejscu w światowym rankingu Hiszpana Tommy’ego Robredo; przegrał z Carlosem Moyą.
Na początku października wywalczył, bez straty seta, tytuł ATP Challenger Tour w Mons, pokonując w finale Belga Kristofa Vliegena. Na koniec roku doszedł do ćwierćfinału turnieju ATP World Tour w Petersburgu.
Sezon 2007 zakończył na 61. pozycji w klasyfikacji ATP.

### Sezon 2008 – ćwierćfinał French Open
Na Australian Open Gulbis odpadł w I rundzie po porażce z Maratem Safinem. W marcu awansował do ćwierćfinału turnieju w Las Vegas. Pojedynek o półfinał przegrał z Amerykaninem Robbym Gineprim. W połowie kwietnia łotewski tenisista wystartował w turnieju w Houston w singlu oraz deblu. W grze pojedynczej odpadł w I rundzie z późniejszym zwycięzcą rozgrywek Marcelem Granollersem, natomiast w grze podwójnej wygrał wspólnie z Rainerem Schüttlerem swój pierwszy tytuł rangi ATP World Tour. Mecz finałowy zakończył się zwycięstwem pary Gulbis-Schüttler nad rozstawionym z nr 3. deblem Pablo Cuevas-Marcel Granollers 7:5, 7:6(3).
Okres gry na kortach ziemnych Łotysz rozpoczął od awansu III rundy rozgrywek w Barcelonie. Wyeliminował tam Janko Tipsarevicia i Carlosa Moyę; przegrał z Juanem Ignacio Chelą. Swój pierwszy wielkoszlemowy ćwierćfinał Łotysz osiągnął w paryskim Rolandzie Garrosie, pokonując Simona Greula, rozstawionego z nr 8. Jamesa Blake’a, Nicolása Lapenttiego oraz Michaëla Llodrę; przegrał z nr 3. w rankingu Novakiem Đokoviciem.
Trzy tygodnie później doszedł do III rundy w Queen’s Clubie (porażka z Andym Murrayem), a na Wimbledonie awansował do II rundy, eliminując po pięciosetowym meczu Johna Isnera. Pojedynek o III fazę turnieju przegrał z wiceliderem rankingu Rafaelem Nadalem.
Podczas cyklu turniejów US Open Series Gulbis doszedł do ćwierćfinału rozgrywek w Cincinnati, wygrywając m.in. z Blakiem; przegrał po raz kolejny w sezonie z Đokoviciem. Na kortach US Open osiągnął II rundę, przechodząc najpierw Thomasa Johanssonaa, a przegrywając z Andym Roddickiem.
Tegoż roku Gulbis wystartował również w igrzyskach olimpijskich w Pekinie, jednak odpadł w I rundzie gry pojedynczej z Nikołajem Dawydienką.
Czwarty zawodowy sezon ukończył na 53. miejscu.

### Sezon 2009
Kolejny sezon łotewski tenisista zainaugurował od turnieju w Brisbane, gdzie w I rundzie pokonał Novaka Đokovicia. W dalszym etapie przegrał z Francuzem Paulem-Henrim Mathieu. Wielkoszlemowy Australian Open zaczął od zwycięstwa nad Albertem Montañésem, jednak w kolejnej fazie nie sprostał Igorowi Andriejewowi. W lutym doszedł razem z Igorem Kunicynem do półfinału debla w Memphis. Pojedynek o finał przegrali z parą Mardy Fish-Mark Knowles.
Na turniejach French Open i Wimbledonu Gulbis odpadał w II rundach.
Latem, wygrał w grze podwójnej turniej w Indianapolis. W finale, wspólnie z Dmitrijem Tursunowem, pokonał parę nr 1. rozgrywek, Ashley Fisher-Jordan Kerr 6:4, 3:6, 11-9. Z US Open Gulbis odpadł w I rundzie po porażce z Andym Murrayem. W październiku Gulbis awansował po raz pierwszy w sezonie do ćwierćfinału singla, podczas zawodów rangi ATP World Tour 500 w Tokio. Przechodząc najpierw eliminacje w drabince głównej turnieju pokonał Czecha Radka Štěpánka, potem Juana Mónaco; przegrał z późniejszym triumfatorem imprezy, Jo-Wilfriedem Tsongą. Pod koniec tego samego miesiąca uzyskał ćwierćfinał w Petersburgu, gdzie nie sprostał Horacio Zeballosowi.
Rok 2009 zakończył na 90. miejscu w klasyfikacji generalnej.

### Sezon 2010 – pierwszy tytuł rangi ATP World Tour
Szósty zawodowy sezon Gulbis rozpoczął od turnieju w Ad-Dausze dochodząc do ćwierćfinału. Wyeliminował Alberta Montañésa oraz Andreasa Seppiego, a przegrał z Rogerem Federerem. W Australian Open nie sprostał w I rundzie Juanowi Mónaco. W lutym doszedł do półfinału w Memphis, wygrywając m.in. z Radkiem Štěpánkiem oraz Tomášem Berdychem. Mecz o finał przegrał z Samem Querreyem. Swoje pierwsze singlowe zwycięstwo w rozgrywkach ATP World Tour Gulbis odniósł w Delray Beach. W drodze po tytuł wyeliminował odpowiednio Ryana Harrisona, Tejmuraza Gabaszwiliego, Leonardo Mayera, Jarkko Nieminena, a w finale pokonał 6:2, 6:3 Ivo Karlovicia.
Sezon gry na kortach ziemnych rozpoczął od awansu do II rundy w Monte Carlo. Pod koniec kwietnia doszedł do ćwierćfinału turnieju w Barcelonie. Mecz o półfinał przegrał z Hiszpanem Fernando Verdasco. Na początku maja Łotysz osiągnął półfinał turnieju ATP World Tour Masters 1000 w Rzymie, pokonując m.in. Rogera Federera 2:6, 6:1, 7:5 w pojedynku II rundy. Mecz o finał przegrał z Rafaelem Nadalem 4:6, 6:3, 4:6. Drugi wielkoszlemowy turniej w sezonie, Roland Garros, zakończył w I rundzie po przegranym pojedynku z Francuzem Julienem Benneteau – przez krecz w 3 secie (poprzednie przegrał 4:6, 2:6).
Z Wimbledonu Łotysz wycofał się ze względów zdrowotnych. Do gry powrócił pod koniec lipca na turniej w Los Angeles. Gulbis doszedł tam do II rundy eliminując wcześniej Alejandro Fallę; przegrał z Lukášem Lacko. Na przełomie sierpnia i września wystartował w US Open, jednak odpadł z rywalizacji już w I rundzie z Jérémym Chardym w trzech setach.
We wrześniu Łotysz osiągnął ćwierćfinał turnieju w Bangkoku. W I rundzie miał wolny los, a w kolejnej w trzech setach pokonał Rainera Schüttlera. Spotkanie o półfinał zawodów przegrał z Guillermo Garcíą Lópezem.
Sezon Gulbis zakończył na 24. miejscu w klasyfikacji ATP.

### Sezon 2011
Na początku sezonu Gulbis wystartował w Ad-Dausze, gdzie doszedł do ćwierćfinału, w którym przegrał z Rafaelem Nadalem. Tuż przed Australian Open zagrał ponadto w Sydney. Tam Łotysz osiągnął półfinał, w którym nie sprostał Gilles’owi Simonowi. Podczas pierwszego w sezonie wielkoszlemowego turnieju, Australian Open, Gulbis odpadł w I rundzie po porażce w trzech setach z Benjaminem Beckerem.
W połowie maja Gulbis doszedł do ćwierćfinału turnieju w Nicei. Spotkanie o półfinał przegrał z Tomášem Berdychem. Podczas Rolanda Garrosa Łotysz odpadł w I rundzie z Blažem Kavčiciem. Również w I rundzie zakończył swój udział na Wimbledonie, gdzie uległ Dmitrijowi Tursunowowi.
Pod koniec lipca, podczas zawodów w Los Angeles Gulbis osiągnął finał po wcześniejszym wyeliminowaniu m.in. Juana Martína del Potro. Spotkanie finałowe wygrał z Mardym Fishem 5:7, 6:4, 6:4. Na US Open Łotysz doszedł do II rundy, przechodząc po raz pierwszy od US Open z 2009 roku I rundę zawodów wielkoszlemowych. Gulbis pokonał Michaiła Jużnego, a przegrał z Gilles’em Müllerem.
Na koniec roku Gulbis był na 61. pozycji w zestawieniu ATP.

### Sezon 2012
Podczas Australian Open Łotysz odpadł w I rundzie z Michaëlem Llodrą. Na początku marca pierwszy w sezonie ćwierćfinał Gulbis osiągnął w Delray Beach. Pojedynek o awans do dalszej rundy przegrał z Marinko Matoševiciem.

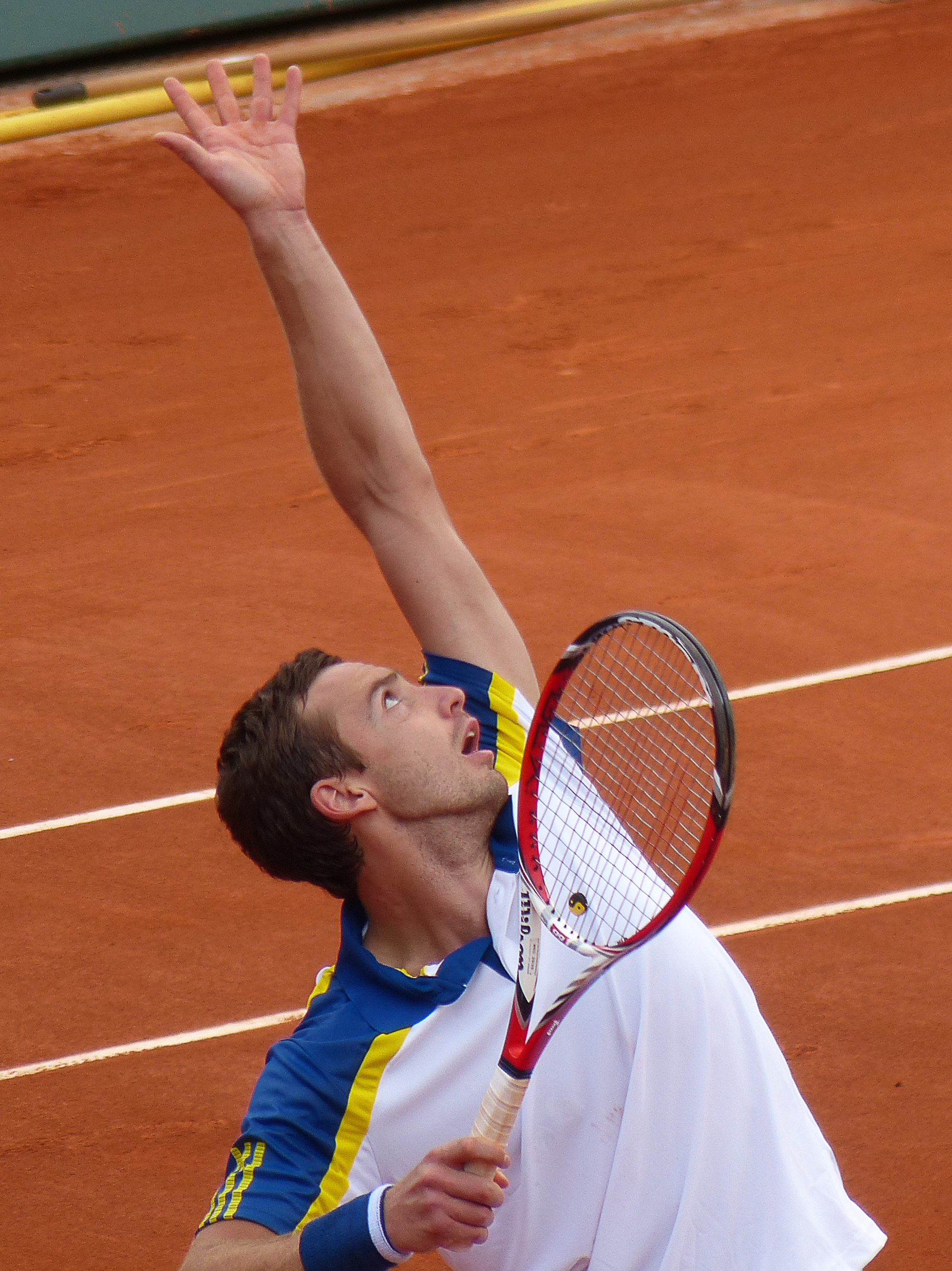
Gulbis podczas French Open (2013)

Pod koniec maja, na ziemnych kortach im. Rolanda Garrosa Łotysz odpadł w I rundzie po porażce z Michaiłem Kukuszkinem. Podczas Wimbledonu Gulbis pokonał w I rundzie jednego z faworytów turnieju, Tomáša Berdycha. W następnej rundzie Łotysz został wyeliminowany w pięciu setach przez Jerzego Janowicza. Pod koniec lipca Gulbis awansował do ćwierćfinału w Gstaad, w którym poniósł porażkę z Paulem-Henrim Mathieu.
Podczas US Open tenisista łotewski dotarł do II rundy po wcześniejszym pokonaniu Tommy’ego Haasa, po pięciosetowym meczu. W dalszej rundzie nie sprostał Steve’owi Johnsonowi, przegrywając w czterech setach. Na początku listopada, w swoim ostatnim starcie w sezonie, Łotysz zagrał w zawodach ATP Challenger Tour w Eckental. Doszedł tam do finału, po wcześniejszym przejściu eliminacji, w którym poniósł porażkę z Danielem Brandsem.
Rok 2012 Gulbis ukończył poniżej setnego miejsca w rankingu ATP, na 136. pozycji.

### Sezon 2013
Pierwszy turniej w 2013 roku zawodnik łotewski zagrał w Heilbronn, w rozgrywkach ATP Challenger Tour, przegrywając w II rundzie z Paulem-Henrim Mathieu. Na początku marca Gulbis wygrał zawody rangi ATP World Tour w Delray Beach, triumfując po raz drugi w turnieju oraz po raz trzeci w imprezie tego cyklu. Przechodząc najpierw kwalifikacje, wyeliminował po drodze m.in. Sama Querreya i Tommy’ego Haasa, a w finale pokonał 7:6(3), 6:3 Édouarda Rogera-Vasselina.
Podczas Rolanda Garrosa Gulbis doszedł do II rundy, po wcześniejszym pokonaniu Rogério Dutrę Silvę. Odpadł po porażce w czterech setach z Gaëlem Monfilsem.
Wimbledon Łotysz zakończył na III rundzie, przechodząc po raz pierwszy od Rolanda Garrosa 2008 dwie rundy. Wyeliminował Édouarda Rogera-Vasselina i Jo-Wilfrieda Tsongę, natomiast poniósł porażkę z Fernando Verdasco.
Pierwszy turniej z udziałem Łotysza, jaki odbył się podczas US Open Series miał miejsce w Montrealu, zawodach z serii ATP World Tour Masters 1000. Gulbis osiągnął ćwierćfinał, po zwycięstwie m.in. nad Andym Murrayem. W rundzie o awans do półfinału przegrał z Milosem Raoniciem. Na US Open swój udział Łotysz zakończył na I rundzie pokonany przez Andreasa Haidera-Maurera.
We wrześniu podczas halowego turnieju w Petersburgu Łotysz wywalczył kolejny tytuł w singlu o randze ATP World Tour. Pojedynek finałowy zakończył zwycięsko 3:6, 6:4, 6:0 z Guillermo Garcíą Lópezem. Następnie Łotysz doszedł do półfinału w Sztokholmie, pokonany przez Davida Ferrera.
Sezon zakończył na 24. miejscu w zestawieniu ATP.

### Sezon 2014 – pierwszy półfinał w Wielkim Szlemie i awans do TOP 10

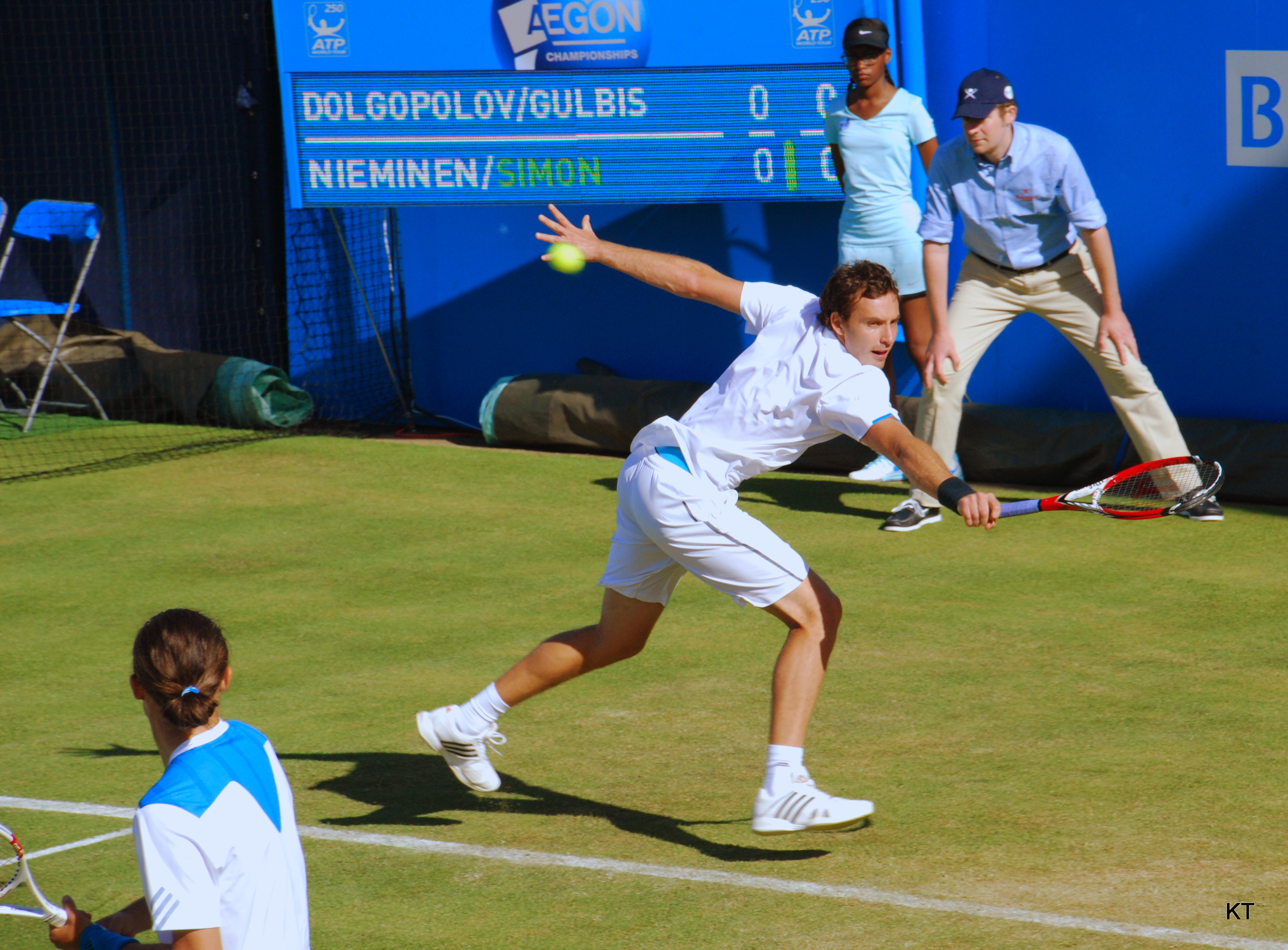
Gulbis podczas turnieju w Londynie (2014)

Pierwszy występ w sezonie Gulbisa miał miejsce w Ad-Dausze, gdzie dotarł do ćwierćfinału, wyeliminowany przez Rafaela Nadala. Z Australian Open odpadł w II rundzie pokonany przez Sama Querreya.
W lutym Gulbis zagrał w Rotterdamie dochodząc do półfinału. Po drodze był lepszy m.in. od Grigora Dimitrowa i Juana Martína del Potro. Mecz o udział w finale zakończył się porażką Łotysza z Tomášem Berdychem. Następnie Łotysz został mistrzem zawodów w Marsylii, gdzie wyeliminował m.in. w półfinale Richarda Gasqueta i w finale zakończonym wynikiem 7:6(5), 6:4 Jo-Wilfrieda Tsongę.
Pod koniec lutego osiągnął ćwierćfinał zawodów w Acapulco, w którym przegrał z Dimitrowem. Również ćwierćfinał zanotował w Indian Wells.
W zawodach organizowanych w Hiszpanii na kortach ziemnych – w Barcelonie i Madrycie Gulbis awansował odpowiednio do półfinału i do ćwierćfinału. W maju Łotysz triumfował w Nicei. W meczu mistrzowskim turnieju wygrał z Federico Delbonisem 6:1, 7:6(5).
W Rolandzie Garrosie Gulbis po raz pierwszy w karierze awansował do półfinału rozgrywek wielkoszlemowych. Łotysz był lepszy m.in. w IV rundzie od Rogera Federera pokonując go 6:7(5), 7:6(3), 6:2, 4:6, 6:3 oraz w ćwierćfinale od Tomáša Berdycha, którego pokonał 6:3, 6:2, 6:4. Gulbis w dalszej rundzie został już wyeliminowany po porażce 3:6, 3:6, 6:3, 3:6 przez Novaka Đokovicia.
Z Wimbledonu Łotysz odpadł w II rundzie pokonany przez Serhija Stachowskiego. Na tym samym etapie przegrał z Dominicem Thiemem podczas US Open.
We wrześniu Glubis został półfinalistą turnieju halowego w Kuala Lumpur, gdzie uległ Julienowi Benneteau. ten sam wynik powtórzył miesiąc później w Moskwie, a pokonał go Roberto Bautista-Agut.

### Sezon 2015
W sezonie 2015 Gulbis nie wygrał turnieju ATP World Tour. Zagrał w sumie w 35 pojedynkach, w 11 zwyciężając.
Swój najlepszy wynik ustanowił w październiku podczas halowej imprezy w Wiedniu, eliminując m.in. Johna Isnera. Odpadł po porażce ze Steve’em Johnsonem. W maju został także ćwierćfinalistą w Nicei na kortach ziemnych.
W zawodach wielkoszlemowych doszedł najdalej do II rundy w paryskim French Open, pokonując Igora Sijslinga, a przegrywając z Nicolasem Mahutem.
Spośród turniejów ATP World Tour Masters 1000 w połowie sierpnia dotarł do ćwierćfinału w Montrealu, najpierw przechodząc przez kwalifikacje. W meczu o udział w półfinale z Novakiem Đokoviciem nie wykorzystał dwóch piłek meczowych w drugim secie ostatecznie kończąc rywalizację 7:5, 6:7(7), 1:6.

### Sezony 2016 i 2017 – kontuzje ramienia i nadgarstka
W roku 2016 Gulbis zagrał 21 meczów, odnosząc 7 zwycięstw. Najlepszy wynik w sezonie ustanowił na French Open osiągając czwartą rundę po wygranej m.in. z Jo-Wilfriedem Tsongą (nr 7. ATP). Pojedynek o udział w ćwierćfinale przegrał z Davidem Goffinem. Uczestniczył także w Australian Open i Wimbledonie odpadając po pierwszych meczach. Sezon zakończył w lipcu, po porażce w pierwszej rundzie turnieju ATP World Tour Masters 1000 w Toronto. Powodem dłuższej nieobecności Gulbisa były kontuzje ramienia i nadgarstka.
Sezon 2016 zakończył na 151. miejscu w klasyfikacji ATP.
Podczas sezonu 2017 Gulbis najdalej awansował do trzeciej rundy Wimbledonu, pokonując Víctora Estrellę i Juana Martína del Potro, natomiast uległ Novakowi Đokoviciowi. Łotysz przegrał ponadto w pierwszej rundzie French Open z Marinem Čiliciem i drugiej rundzie US Open z Kevinem Andersonem. W lipcu osiągnął ćwierćfinał turnieju w Gstaad.
Na koniec roku 2017 tenisista łotewski zajmował 199. pozycję w rankingu światowym.

### Sezony 2018 i 2019
W roku 2018 Gulbis startował głównie w cyklu ATP Challenger Tour. Zakwalifikował się do dwóch imprez wielkiego szlema, French Open i Wimbledonu. W Paryżu odpadł w drugiej rundzie, natomiast w Londynie osiągnął czwartą rundę. W pojedynku trzeciej rundy pokonał w pięciu setach Alexandra Zvereva (nr 3. ATP). Swój udział w US Open zakończył na pierwszej rundzie eliminacji.
We wrześniu Gulbis doszedł do finału w Sztokholmie, najpierw przechodząc przez kwalifikacje. w półfinale wygrał z Johnem Isnerem (nr 10. ATP), z kolei w ostatnim meczu uległ 4:6, 4:6 Stefanosowi Tsitsipasowi. Był to pierwszy przegrany przez Łotysza finał z siedmiu rozegranych w karierze.
Rok 2018 zakończył na 95. miejscu w zestawieniu ATP.
W sezonie 2019 tenisista łotewski grał głównie w cyklu ATP Tour, awansując do jednego ćwierćfinału, w styczniu w Pune. Wystartował w trzech imprezach wielkoszlemowych, oprócz US Open, za każdym razem odpadając po pierwszym meczu. Zmagał się również z problemami zdrowotnymi, głównie z bólem w plecach. Łącznie zagrał w 2019 roku 23 pojedynki, ponosząc 17 porażek, a podczas ostatniego w sezonie notowania ATP zajmował 226. miejsce.

### Puchar Davisa

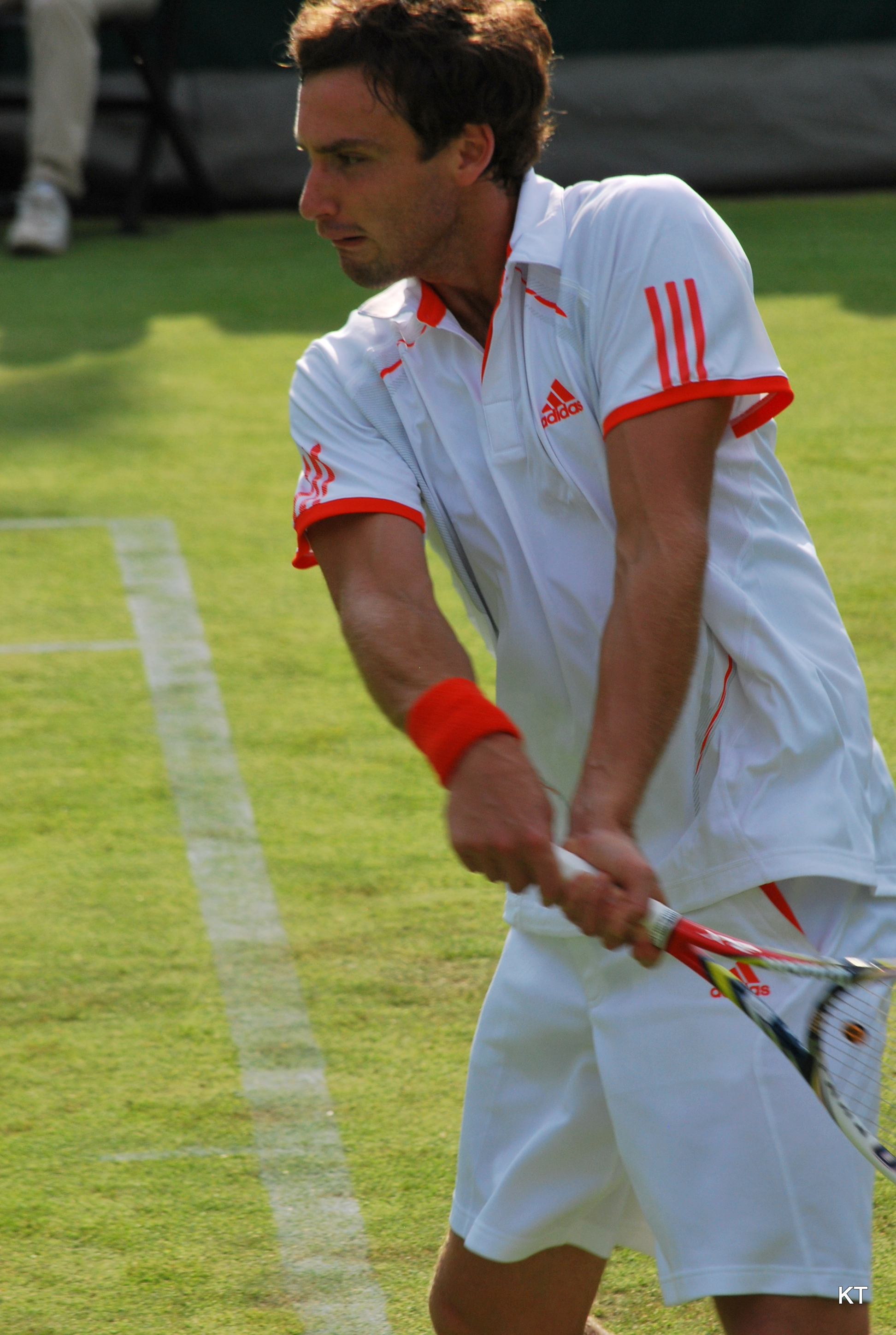
Gulbis wykonujący bekhend

W reprezentacji Łotwy podczas meczów o Puchar Davisa Gulbis gra od sezonu 2005. Miał znaczny wkład w awans zespołu do I grupy euro-afrykańskiej rozgrywek. Do końca roku 2014, broniąc barw narodowych, rozegrał 42 mecze (w singlu i deblu) – 31 wygrał i 11 przegrał.

### Styl gry
Gulbis jest tenisistą praworęcznym, wykonującym oburęczny bekhend. Preferuje grę na nawierzchni twardej. Dysponuje mocnym serwisem oraz forhendem, który jest porównywany do zbić Jamesa Blake’a. Gra agresywnie i zaczepnie; często zagrywa dropszoty oraz slajsy, aby zmusić przeciwnika do gry przy siatce, dzięki czemu może zagrać skuteczne minięcie lub lob.
Posługuje się rakietą Wilson BLX Steam 100. Sponsorowany jest przez Adidas.

### Finały w turniejach ATP World Tour
| Legenda                                      |
| -------------------------------------------- |
| Wielki Szlem                                 |
| Igrzyska olimpijskie                         |
| Tennis Masters Cup / ATP Finals              |
| ATP Masters Series / ATP Tour Masters 1000   |
| ATP International Series Gold / ATP Tour 500 |
| ATP International Series / ATP Tour 250      |

#### Gra pojedyncza (6–1)
| Końcowy wynik | Nr | Data                 | Turniej      | Nawierzchnia  | Przeciwnik             | Wynik finału  |
| ------------- | -- | -------------------- | ------------ | ------------- | ---------------------- | ------------- |
| Zwycięzca     | 1. | 28 lutego 2010       | Delray Beach | Twarda        | Ivo Karlović           | 6:2, 6:3      |
| Zwycięzca     | 2. | 31 lipca 2011        | Los Angeles  | Twarda        | Mardy Fish             | 5:7, 6:4, 6:4 |
| Zwycięzca     | 3. | 3 marca 2013         | Delray Beach | Twarda        | Édouard Roger-Vasselin | 7:6(3), 6:3   |
| Zwycięzca     | 4. | 22 września 2013     | Petersburg   | Twarda (hala) | Guillermo García-López | 3:6, 6:4, 6:0 |
| Zwycięzca     | 5. | 23 lutego 2014       | Marsylia     | Twarda (hala) | Jo-Wilfried Tsonga     | 7:6(5), 6:4   |
| Zwycięzca     | 6. | 24 maja 2014         | Nicea        | Ceglana       | Federico Delbonis      | 6:1, 7:6(5)   |
| Finalista     | 1. | 21 października 2018 | Sztokholm    | Twarda (hala) | Stefanos Tsitsipas     | 4:6, 4:6      |

#### Gra podwójna (2–0)
| Końcowy wynik | Nr | Data             | Turniej      | Nawierzchnia | Partner          | Przeciwnicy                    | Wynik finału   |
| ------------- | -- | ---------------- | ------------ | ------------ | ---------------- | ------------------------------ | -------------- |
| Zwycięzca     | 1. | 20 kwietnia 2008 | Houston      | Ceglana      | Rainer Schüttler | Pablo Cuevas Marcel Granollers | 7:5, 7:6(3)    |
| Zwycięzca     | 2. | 25 lipca 2009    | Indianapolis | Twarda       | Dmitrij Tursunow | Ashley Fisher Jordan Kerr      | 6:4, 3:6, 11–9 |

### Starty wielkoszlemowe (gra pojedyncza)
| Turniej          | 2004 | 2005 | 2006 | 2007  | 2008  | 2009  | 2010  | 2011  | 2012  | 2013  | 2014  | 2015  | 2016  | 2017  | 2018  | 2019  | 2020  | 2021  | 2022  | Wygrane turnieje | Bilans w turnieju |
| ---------------- | ---- | ---- | ---- | ----- | ----- | ----- | ----- | ----- | ----- | ----- | ----- | ----- | ----- | ----- | ----- | ----- | ----- | ----- | ----- | ---------------- | ----------------- |
| Australian Open  | –    | –    | –    | –     | 1R    | 2R    | 1R    | 1R    | 1R    | –     | 2R    | 1R    | 1R    | –     | –     | 1R    | 3R    | –     | –     | 0 / 10           | 4–10              |
| French Open      | –    | –    | –    | 2R    | QF    | 2R    | 1R    | 1R    | 1R    | 2R    | SF    | 2R    | 4R    | 1R    | 2R    | 1R    | –     | –     |       | 0 / 13           | 17–13             |
| Wimbledon        | –    | –    | –    | 1R    | 2R    | 2R    | –     | 1R    | 2R    | 3R    | 2R    | 1R    | 1R    | 3R    | 4R    | 1R    | NH    | –     |       | 0 / 12           | 11–12             |
| US Open          | –    | –    | –    | 4R    | 2R    | 1R    | 1R    | 2R    | 2R    | 1R    | 2R    | 1R    | –     | 2R    | –     | –     | –     | –     |       | 0 / 10           | 8–10              |
| Wygrane turnieje | –    | –    | –    | 0 / 3 | 0 / 4 | 0 / 4 | 0 / 3 | 0 / 4 | 0 / 4 | 0 / 3 | 0 / 4 | 0 / 4 | 0 / 3 | 0 / 3 | 0 / 2 | 0 / 3 | 0 / 1 | 0 / 0 | 0 / 0 | 0 / 45           | N/A               |
| Bilans spotkań   | –    | –    | –    | 4–3   | 6–4   | 3–4   | 0–3   | 1–4   | 2–4   | 3–3   | 8–4   | 1–4   | 3–3   | 3–3   | 4–2   | 0–3   | 2–1   | 0–0   | 0–0   | N/A              | 40–45             |